# Die Judaspapiere (Roman)
Die Judaspapiere ist ein Historienthriller von Rainer M. Schröder, der 2008 im Arena-Verlag erschien.

## Handlung
Die Handlung beginnt in England am Ende des 19. Jahrhunderts. Der Gelehrte Byron Bourke gerät durch eine Intrige in Geldnot. Als der Aristokrat Arthur Pembroke ihm anbietet, die verlorene Summe zu ersetzen, bleibt Byron keine andere Wahl als Pembroke Manor zu besuchen. Dort schickt Pembroke ihn zusammen mit dem Kunstfälscher Horatio Slade, dem Kartenspieler Alistair McLean und der Artistin Harriet Chamberlain auf die Suche nach dem mysteriösen Judas-Evangelium. Pembrokes verrückter Bruder Mortimer hat dieses an einem geheimen Platz versteckt und in seinem Notizbuch verschlüsselte Botschaften hinterlassen. Der Kryptologieexperte Byron soll diese Rätsel lösen. Sie fahren nach Wien, wo sie den ersten Hinweis in der Kanalisation entdecken und ihnen ein Mitglied des dualistischem Geheimbundes Ordo Novi Templi auflauert und beinahe das Notizbuch stehlen kann. Sie erhalten ein Schreiben von der Geheimen Bruderschaft der Wächter, sich vor dem Ordo Novi Templi zu hüten und fahren weiter nach Transsylvanien. Dort landen sie im Schloss von Graf Dracula, wo der nächste Hinweis versteckt sein soll, werden gemeinsam mit Aurelius van Helsing von Dracula gefangen genommen, können sich jedoch befreien. Sie töten Dracula, finden den Hinweis und entkommen nur knapp aus dem von van Helsing gesprengten Schloss. Dabei stirbt van Helsing.
Mit dem Orient Express reisen sie nach Konstantinopel. Dort rettet Harriet dem Waffenhändler Basil Sahar das Leben, und sie freunden sich mit ihm an. Um unbemerkt an den dritten Hinweis zu gelangen, wollen sie zunächst eine Aufführung Harriets organisieren, können sich jedoch den Hinweis schon vor der geplanten Aufführung aneignen. Sie geraten wieder mit dem Ordo Novi Templi aneinander, können entkommen, verlassen die Stadt Hals über Kopf mit dem dritten Hinweis und fahren mit einem Schiff zur griechischen Athos-Halbinsel. Auf dem Weg dorthin gestehen sich Byron und Harriet ihre Liebe. Harriet erzählt, dass sie von Albträumen geplagt wird, seit sie wohl aus Versehen ihren Onkel erschossen hatte, als dieser sie aus dem Schlaf schreckte. Sie vermutete allerdings, sie hätte es absichtlich getan, da sie diesen Onkel aus tiefstem Herzen hasste.
In Griechenland brechen sie in ein Kloster ein, um an den letzten Hinweis zu kommen, der sie nach Ägypten in die Ruinen des Simeonsklosters führt, wo das gesuchte Evangelium sich befinden soll. Als sie es gefunden haben, überrascht sie Arthur Pembroke, der ihnen die Judasschriften abnimmt und versucht, die Gefährten in der Grotte einzuschließen, um sie sterben zu lassen. Pembrokes Butler, der sich in diesem Moment als Mitglied der Geheimen Bruderschaft der Wächter entpuppt, versucht das zu verhindern, wird schließlich ebenfalls eingeschlossen. Bei einem Versuch von Alistair McLean, Pembroke zu überwältigen, wird Alistair tödlich durch einen Schuss getroffen. Noch vor seinem Tod entdeckt er zufällig einen geheimen Ausgang, durch den die anderen flüchten können. Inzwischen wurde Arthur Pembroke in eine Schießerei mit Graham Baynard, dem führenden Mitglied des Ordo Novi Templi, verwickelt, die für beide mit dem Tod endet. Die Judasschriften werden dabei vom Wind verweht und zerstört.

## Der Kommentar
Schröder hat sein Buch mit einem reichhaltigen Literaturverzeichnis und einem ausführlichen Nachwort versehen, in dem er Fiktion und historisch gesicherte Fakten trennt. Das umfangreiche Quellenverzeichnis ist gegliedert in die Bereiche Theologie, Religion, Städte, Landeskunde, Geschichte, Orientexpress und Vermischtes.

## Weitere Informationen
Das so genannte Judasevangelium, eine apokryphe Schrift, die wahrscheinlich von Gnostikern verfasst wurde, ist 1976 entdeckt worden.

## Ausgaben
- Die Judaspapiere. Würzburg: Arena Verlag, 2008. ISBN 978-3-401-06185-6
- Die Judaspapiere. Sprecher Stefan Merki. Audiobook.  8 Audio-CD.